# Чжуан-ван
Чжуан-ван (кит. трад.: 莊王; піньїнь: Zhuang) — 3-й ван Східної Чжоу, син і спадкоємець Хуань-вана.
696 року до н.е. після смерті батька посів трон. У 693 році до н.е. проти вана влаштував змову Хейцзянь-гун, що планував поваливши Чжуана, посадити на трон його брата КЕ. Проте змову було розкрито військовиком Сінь Бо. В результаті заколотника було страчено. Продовжував політику батька з втручання у справи володіння Цзінь і спирався на підтримку Ці. Проте володіння Янь стає все більш незалежним.
682 року до н. е. трон успадкував його син Сі-ван.